# Václav Janda (politik)
Václav Janda, též Janda z Budihostic (22. ledna 1836 Strážnice – 25. března 1902 Budohostice) byl český politik a sedlácký aktivista z Podřipska, poslanec Českého zemského sněmu a Říšské rady.

## Životopis
Byl otcem politika Heřmana Jandy. Václav Janda vychodil nižší gymnázium, pak se věnoval správě hospodářství. Vzal si dceru sedláka Horyny a odešel na jejich rodový statek. Angažoval se ve veřejném životě a hájil zájmy českých sedláků na Podřipsku. Byl nazýván selským papežem. V roce 1868 pořádal v rámci táborového hnutí společně s Ervínem Špindlerem tábor lidu na Řípu coby velkou národní manifestaci jako výraz českého protestu proti centralistickému ústavnímu vývoji v monarchii. Byl krátce vězněn (za autorství protestní rezoluce byl odsouzen na šest měsíců do těžkého žaláře). Když se Vojtěch Náprstek dočasně skrýval před policií, pobýval v úkrytu v rodině Jandových.
Podílel se na vzniku rolnických záložen a průmyslových podniků v regionu Podřipska. Jeho zásluhou také byla založena hospodářská škola v Roudnici. Byl od počátku okresní samosprávy okresním starostou ve Velvarech.
V letech 1878–1881 (zvolen za venkovské obce okresu Slaný, pak místo něj do sněmu nastoupil Vilém Teklý) a opět od roku 1889 zasedal jako poslanec Českého zemského sněmu za mladočeskou stranu. Mandát zde obhájil i v zemských volbách roku 1895, po nichž se uvádí jako předseda klubu poslanců venkovské kurie a člen zemědělské rady. Nadále působil jako statkář v Budohosticích.
Už ve volbách roku 1873 se stal i poslancem Říšské rady (celostátní zákonodárný sbor), kde zastupoval kurii venkovských obcí, obvod Roudnice, Louny, Mělník, Slaný atd. Z politických důvodů se ale vůbec nedostavil do sněmovny, čímž byl jeho mandát 10. prosince 1873 prohlášen za zaniklý. Česká politická reprezentace totiž tehdy vůči zákonodárným sborům uplatňovala politiku pasivní rezistence. Do Říšské rady fakticky usedl až mnohem později, roku 1888, nyní za kurii venkovských obcí, obvod Mladá Boleslav. Nastoupil 24. října 1888 místo Josefa Vraného. Ve vídeňském parlamentu setrval do konce funkčního období sněmovny, tedy do roku 1891.
Na Říšské radě je v roce 1889 uváděn jako člen Českého klubu, který tehdy sdružoval staročeské, moravské a velkostatkářské křídlo české reprezentace. Podle informací z roku 1890 již ale zasedal v samostatném parlamentním klubu mladočechů.
Jeho prvním vystoupením na Říšské radě roku 1888 byl návrh na zavedení všeobecného volebního práva v kurii venkovských obcí. V květnu 1889 zase pronesl v parlamentu kritickou řeč na téma krize rolnického stavu, přičemž hospodářské obtíže zemědělců dal do souvislosti s chybnou zahraničněpolitickou orientací monarchie na Německo.
Podílel se na založení Selské jednoty coby stavovského sdružení českých zemědělců. Zároveň ale odmítal vydělování selského stavu do samostatné agrární strany a zůstal stoupencem široké mladočeské politické koncepce.
V době před svou smrtí se uvádí jako starosta Budohostic.